# 7196 Бароні
7196 Бароні (7196 Baroni) — астероїд головного поясу, відкритий 16 січня 1994 року.
Тіссеранів параметр щодо Юпітера — 3,539.
Відкритий 16 січня 1994 року італійським астрономом Андреа Боаттіні та його колегою Мауро Туміо в обсерваторії Санта-Лучія-Стронконе, Італія. Астероїд отримав назву на честь італійського астронома Джанпаоло Бароні, що сприяв розвитку астрономічних спостережень у регіоні.

### Історія відкриття
Відкриття астероїда було частиною систематичних досліджень малих планет, які проводились за допомогою наземних телескопів в 1990-х роках. У той період значна увага приділялася головному поясу астероїдів, де виявляли численні нові об'єкти. Санта-Лучія-Стронконе — це одна з італійських обсерваторій, яка брала активну участь у таких дослідженнях.

### Дослідження
Як астероїд головного поясу, 7196 Бароні рухається стабільною орбітою між Марсом і Юпітером. Його Тіссеранів параметр щодо Юпітера, який становить 3,539, свідчить про те, що він має відносно стабільну орбіту і не перебуває під значним впливом гравітації Юпітера. Цей параметр використовують для класифікації взаємодій між астероїдами та планетами, особливо Юпітером, що є важливим для вивчення довгострокової динаміки орбіт астероїдів.
Астероїд досліджувався за допомогою фотометрії для оцінки його розміру, форми та яскравості. Точна структура або склад 7196 Бароні не були досліджені космічними апаратами, однак, як і більшість астероїдів головного поясу, він, ймовірно, складається з кам'янистих та металевих матеріалів.
Цей об'єкт, хоча й не є однією з найбільш вивчених малих планет, вносить свій вклад у загальне розуміння популяції астероїдів у Сонячній системі, зокрема їхнього походження та еволюції.